# Velkő
Velkő (1899-ig Velkrop, szlovákul: Veľkrop, ukránul: Vikrip) község Szlovákiában, az Eperjesi kerületben, a Sztropkói járásban.

## Fekvése
Sztropkótól 10 km-re északkeletre, az Ondava és a Laborc között fekszik.

## Története
A települést a 14. században alapították soltész általi betelepítéssel. Első írásos említése 1408-ból származik, a sztropkói uradalomhoz tartozott. Később a Jekelfalussy, Bosnyák, majd a Keglevich család birtokában állt. 1600-ban ortodox temploma és parókiája, valamint 11 jobbágyháza volt. 1663-ban pestis pusztította. 1715-ben 8, 1720-ban 10 adózó háztartása volt.
A 18. század végén Vályi András így ír róla: „VELKROP. Orosz falu Zemplén Várm. földes Ura Jekelfalusy Uraság, lakosai ó hitüek, fekszik n. k. Variczóczhoz 1 1/2, d. Kis Brezniczéhez 1 órányira; határjának minéműsége hasonló Varichóczéhoz.”
1828-ban 36 házában 280 lakos élt.
Fényes Elek 1851-ben kiadott geográfiai szótárában így ír a faluról: „Veskrop, Zemplén vm. orosz falu, Sztropkóhoz 1 1/2 órányira: 280 g. kath., 14 zsidó lak., 960 hold szántófölddel. Ut. p. Komarnyik.”
1891-ben egy tűzvészben a község fele leégett.
Borovszky Samu monográfiasorozatának Zemplén vármegyét tárgyaló része szerint: „Velkő, azelőtt Velkrop, ruthén kisközség. Van 33 háza és 223 gör. kath. vallású lakosa. Postája Havaj, távírója és vasúti állomása Mezőlaborcz. A sztropkói uradalom tartozéka volt, de később a Jekelfalussyak és a Bosnyák család, azután meg a gróf Keglevichek lettek az urai. Most Tomanek Jánosnak van itt nagyobb birtoka. 1891-ben a község fele, gyujtogatás következtében, leégett. A XVII. századbeli pestis e községet sem kerülte el. Gör. kath. temploma 1750-ben épült. E tájékon fekhetett az elpusztult Makolcz község is, mely a XV. században Makonhau, vagyis Makonhaw néven szintén a sztropkói vár tartozéka volt.”
A trianoni diktátumig Zemplén vármegye Sztropkói járásához tartozott.

## Népessége
| Év:            | 1994. | 2004.   | 2014.   | 2024.   |
| -------------- | ----- | ------- | ------- | ------- |
| Emberek száma: | 220   | 221     | 222     | 231     |
| Eltérés:       |       | +0,45 % | +0,45 % | +4,05 % |

| Év:            | 2023. | 2024.   |
| -------------- | ----- | ------- |
| Emberek száma: | 230   | 231     |
| Eltérés:       |       | +0,43 % |

1910-ben 229, túlnyomórészt ruszin lakosa volt.
2001-ben 220 lakosából 145 szlovák, 35 cigány és 30 ruszin volt.
2011-ben 215 lakosából 133 szlovák és 34-34 cigány illetve ruszin.

## Nevezetességei
Görögkatolikus temploma 1775-ben épült.